# Route nationale 92 (Italie)
Pour les articles homonymes, voir Route nationale 92.
La route nationale 92 (SS 92, Strada statale 92 ou Strada statale "dell'Appennino meridionale") est une route nationale d'Italie, située en Basilicate, elle relie Potenza à Villapiana sur une longueur de 184,517 km.

## Parcours

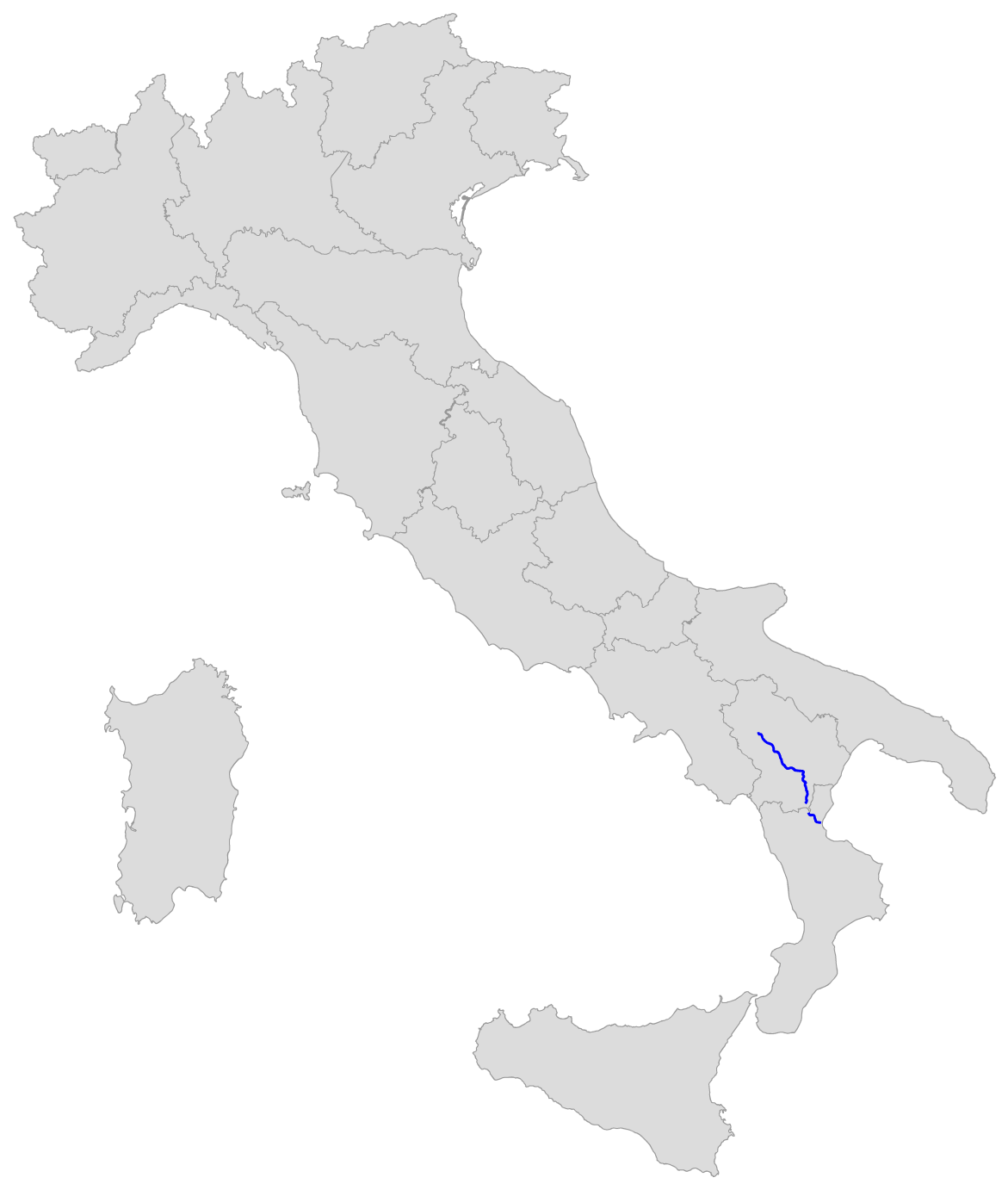
Parcours de la SS 92.